# Rupice na licu
Rupice na licu su mala prirodna udubljenja na površini lica, nastale usled poremećaja funkcije određenih snopova mišićnih vlakana, najčešće na obrazima i bradi. Mogu se uočiti i na leđima (Venerine rupice) i nekim drugim delovima tela, a mogu pojaviti ili nestati nakon izvesnog perioda. 

## Opis
Može biti zanimljivo da je srednjevekovni "ideal lepote" ženske ljupkosti uključivao i ovaj detalj u crtama lica, zbog čega su dame nosile noćne kalup-maske za ostavljanje udubljenja na odgovarajućim pozicijama.

## Fiziologija
Rupice na telu su posledica deformacije ili nefunkcionalnosti odgovarajućih mišića, osobito onih na licu. Mogu biti uzrokovane i varijacijom u strukturi velikog jagodičnog mišića (zygomaticus major). Uočeno je da prisustvo dvostruke ili bifidne forme ovog mišića može objasniti formiranje obraznih rupica. Ova bifidna varijacija mišića polazi kao jednostruka struktura iz jagodičnih kostiju. Prema se deli na gornji snop koji se u tipskom položaju ubacuje iznad usta. Jedan donji snop se umeće ispod usta. Zato su rupice na licu posebno uočljive pri osmehu ili svakom razvlačenju usnog otvora, odnosno usni i grimasama lica.

## Genetika
Wiedemann (1990) je nasleđivanje rupica na licu opisao kao nepravilno dominantno. Jednostrano je posmatrao rupice kod 5-godišnje devojčice čija je majka takođe imala slične rupice kad je bila dete, takođe u svom levom obrazu, i to samo kada se smejala. Prema starosti, potpuno su joj nestale. Takođe spomenuo je bilateralne obrazne rupice 14-godišnjeg dečaka, čija je majka imala bilateralne rupice koja je nestala prema odrasloj dobi. U drugoj porodici, brat i sestra, njihov otac, tri strica, kao i njihov deda i pradeda, imali su takođe rupice u oba obraza. U ovoj porodici, rupice su uvek bile prisutne pri rođenju, a nisu postojale manje uočljive ni tokom života.
Imajući to u vidu i klasičnogenetički pristup prihvata ovo svojstvo kao autosomno dominantnu fenotipsku oznaku, iako se odavno dovodi u sumnju model jednostavnog Mendelovskog nasleđivanja dimorfizma: lice bez rupica - lice s rupicama.Međutim, i u univerzitetskim udžbenicima novije generacije, prisustvo rupica na licu se navodi kao primer potpuno ili "iregularno" dominantnog svojstva, koje je verovatno pod kontrolom jednog gena, ali i pod uticajem nekih drugih. Moguće je da je to posledica svakodnevne uočljivosti ove oznake i nedostatka proverljive argumentacije među negatorima klasične hipoteze o načinu nasleđivanja ove osobine.